# العلاقات الدومينيكانية الكورية الشمالية
العلاقات الدومينيكانية الكورية الشمالية هي العلاقات الثنائية التي تجمع بين جمهورية الدومينيكان وكوريا الشمالية.

## مقارنة بين البلدين
هذه مقارنة عامة ومرجعية للدولتين:
| وجه المقارنة                                              | جمهورية الدومينيكان | كوريا الشمالية                        |
| --------------------------------------------------------- | ------------------- | ------------------------------------- |
| المساحة (كم2)                                             | 48.67 ألف           | 120.54 ألف                            |
| عدد السكان (نسمة)                                         | 10.40 مليون         | 25.49 مليون                           |
| الكثافة السكانية (ن./كم²)                                 | 213.68              | 211.47                                |
| العاصمة                                                   | سانتو دومينغو       | بيونغيانغ                             |
| اللغة الرسمية                                             | اللغة الإسبانية     | لغة كوريا الشمالية القياسية ‏          |
| العملة                                                    | بيزو دومنيكاني      | وون كوري شمالي                        |
| الناتج المحلي الإجمالي (بليون دولار)                      | 75.93 مليار         |                                       |
| الناتج المحلي الإجمالي (تعادل القوة الشرائية) بليون دولار | 149.89 مليار        |                                       |
| الناتج المحلي الإجمالي الاسمي للفرد دولار أمريكي          | 6.47 ألف            |                                       |
| الناتج المحلي الإجمالي للفرد دولار أمريكي                 | 13.26 ألف           |                                       |
| مؤشر التنمية البشرية                                      | 0.715               |                                       |
| رمز المكالمات الدولي                                      | +1809، +1829، +1849 | +850                                  |
| رمز الإنترنت                                              | .do                 | .kp                                   |
| المنطقة الزمنية                                           | 00                  | ت ع م+08:30، ت ع م+08:30، ت ع م+09:00 |

## منظمات دولية مشتركة
يشترك البلدان في عضوية مجموعة من المنظمات الدولية، منها:
| علم المنظمة | اسم المنظمة                   | تاريخ انضمام جمهورية الدومينيكان | تاريخ انضمام كوريا الشمالية |
| ----------- | ----------------------------- | -------------------------------- | --------------------------- |
|             | يونسكو                        | 4 نوفمبر 1946                    | 18 أكتوبر 1974              |
|             | المنظمة الهيدروغرافية الدولية | ?                                | ?                           |
|             | الاتحاد البريدي العالمي       | ?                                | ?                           |
|             | الأمم المتحدة                 | 24 أكتوبر 1945                   | 17 سبتمبر 1991              |

## وصلات خارجية
- موقع وزارة الخارجية الكورية الشمالية